# Церемония закрытия летней Универсиады 2013

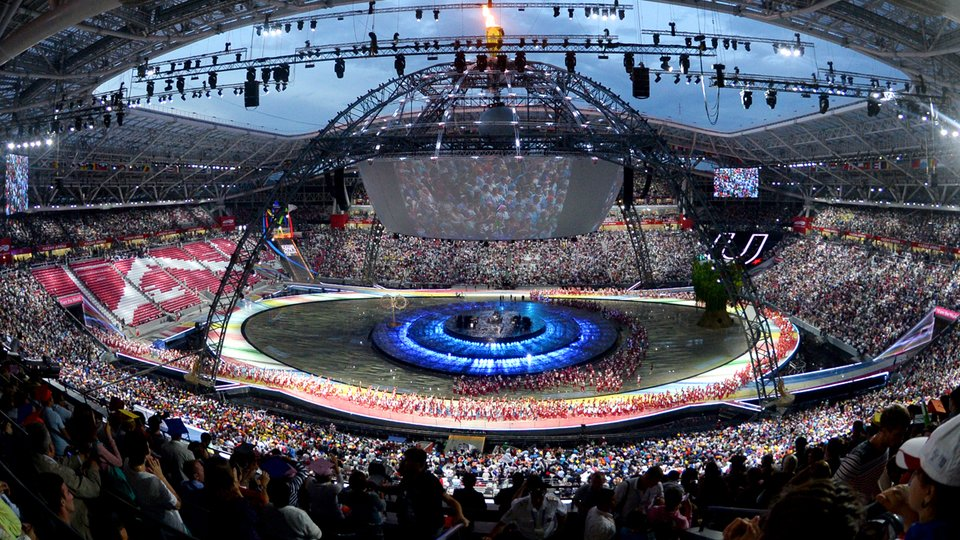
Церемония закрытия летней Универсиады 2013 года

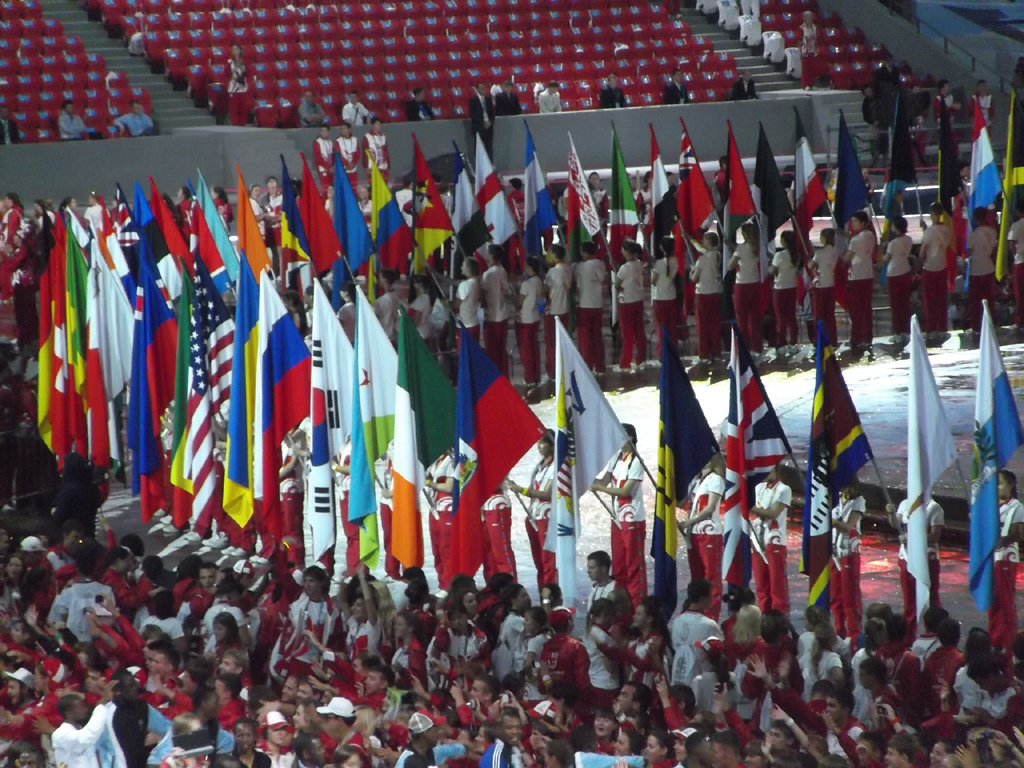
Парад флагов команд

Финал церемонии

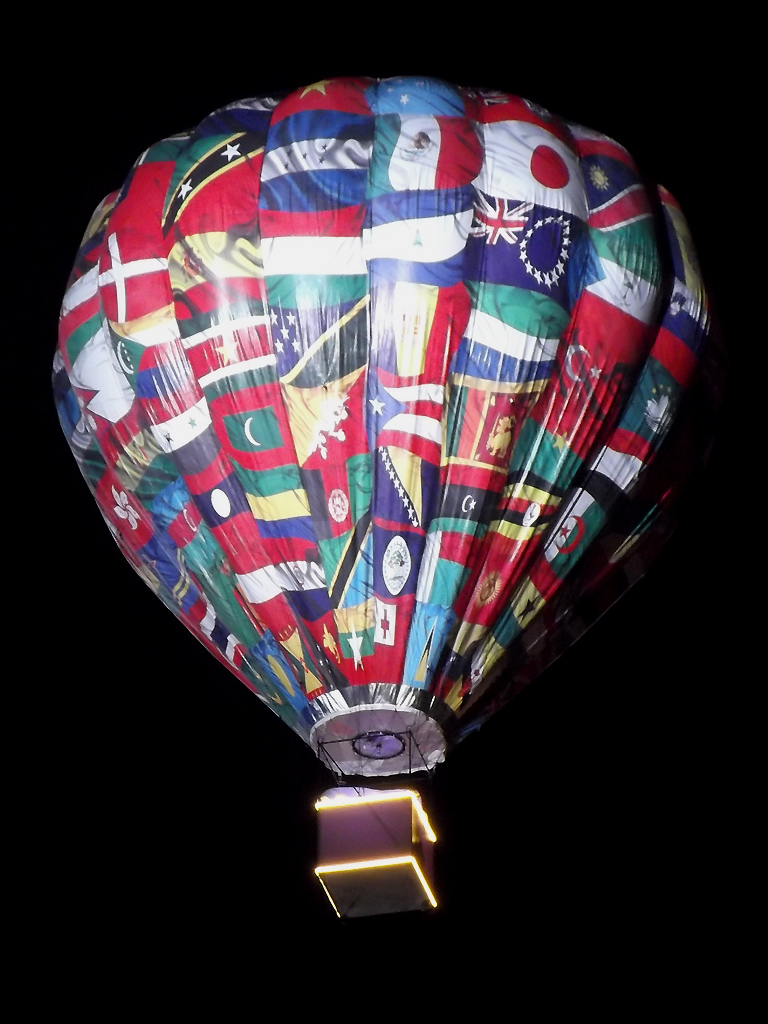
Шар желаний

Церемония закрытия XXVII Всемирной летней Универсиады состоялась в ночь с 17 на 18 июля 2013 года в российском городе Казани (Республика Татарстан) на специально построенном для проведения соревнований стадионе «Казань Арена» в присутствии более 45 тысяч зрителей.
В церемонии приняли участие председатель Правительства Российской Федерации Дмитрий Медведев, президент FISU Клод-Луи Галльен, руководство Татарстана и Казани. На мероприятии присутствовали руководство спортивных и студенческих ведомств и организаций России, другие официальные лица разных регионов и прочие известные персоны, а также организаторы следующей XXVII Летней Универсиады 2015 в Кванджу (Южная Корея).
Главным режиссёром церемонии выступил Алексей Сеченов, организаторами — Игорь Крутой и Борис Краснов. Вела шоу на русском и английском языках Яна Чурикова. Помощь зрителям оказывали более 1000 добровольцев, в том числе 200 добровольцев-аниматоров на трибунах.
В масштабной и зрелищной церемонии и концерте выступали десятки человек. В шоу широко использовались стробоскопические и прожекторные световые, дымовые и прочие спецэффекты, также живой звук оркестра и исполнителей, воздушно-гимнастические и технические подвесные декорации. Помимо конструкции сцены общим весом 467 тонн, использовались несколько крупных и десятки мелких декораций и более 2000 прожекторов и других световых приборов стадиона.
Как и на церемонии открытия, использовалась сцена в виде круга с вращающимися ярусами, над которой была установлена подъёмная трансформируемая конструкция, ярусы-части которой поднимались в ходе шоу по-разному так, что формировали прямую и перевёрнутую пирамиду и чашу. Большой основной ярус и ярусы ниже также были видеоэкранами, транслировавшими изображение на все стороны трибун. Также использовались прожекторы на четырёх сходящихся от углов поля стадиона ферменных опорах конструкции и бьющие вниз на сцену и в зрительские ряды прожекторы на ферменном куполе конструкции. Дополнительно на сцене и среди трибун использовались стробоскопические и точечные светильники. Бывшее на открытии водным пространством окружение сцены стало местом размещения древа желаний и волонтёров.
Сольные исполнители также выступали на площадке в центре устроенной в угловом секторе среди трибун оркестровой ямы в виде огромной светящейся буквы «U», а исполнительские коллективы — на сцене.
Мероприятие было преимущественно молодёжно-концертным шоу, перемежающимся парадами, выступлениями официальных лиц, церемониями и танцевальными и цирковыми номерами.
В начальной части прошли шествие большей части из 20 тысяч волонтёров, которые заполнили площадку вокруг сцены, общий парад знаменосцев всех флагов стран-участниц, которые встали на ярусе сцены, и парад команд в вольном порядке, которые рассаживались на боковой трибуне, а также премьер-министр России Дмитрий Медведев приветствовал собравшихся на татарском языке и произнёс речь о итогах Универсиады и значении её для страны и города и будущей Зимней Олимпиады 2014 в Сочи с пожеланиями.
В шоу выступили российские звёзды эстрады и телевидения Гарик Сукачев, вчетвером Сергей Лазарев, Тимур Родригез, Нюша, Эльмира Калимуллина, Ёлка, Zdob si Zdub, Серебро, Каста, Мумий Тролль, Би-2, Дина Гарипова, Земфира.
В разных частях шоу устраивались фейерверки и салюты и были выступления артистов на декорациях на подвижных ярусах сцены вокруг исполнителей, а также цирковых воздушных гимнастов, подвешенных на поднимавшихся-опускавшихся над полем и описывавших круг вокруг сцены конструкциях в виде дирижабля, стыкующегося из половинок слова lUv и т. д. Во время смены номеров исполнителей зрители смотрели на видеоэкранах основного яруса конструкции сцены эпизоды игр и мероприятий Универсиады, тематические спортивные и социальные видеоролики.
В заключительной части был спущен с флагштока и передан произнёсшим соответствующую речь южно-корейским организаторам следующей XXVII Летней Универсиады 2015 флаг Универсиады, на сцене прошло выступление исполнителей (EXO с песней Wolf) и коллективов песни и танца из Южной Кореи (в том числе с песней о Универсиаде 2013 и Казани), мэр Казани Ильсур Метшин и президент FISU Клод-Луи Гальен (в том числе на татарском языке) благодарили страну и город за отличное проведение Универсиады и объявили её официальное закрытие, после чего был потушен Огонь Универсиады.
Для интерактивного участия в шоу всем зрителям был выдан оставшийся сувениром набор в рюкзачке с квадратной университетско-выпускной шапкой бакалавра, жёлтым и голубым фонариками, открыткой для написаний пожеланий, маркером и бумагой для пускания самолётика. В разных частях шоу зрители под указания ведущей и на угловых видеоэкранах и волонтёров-аниматоров между трибун проводили массовые акции — формировали трибунные «волны» (с участием также команд, Д. Медведева и оркестрантов), зажигали фонарики, надевали шапки, как огромной флэш-моб делали разные движения руками под соответствующие слова песни, пускали самолётики (с участием Д. Медведева), массовые поцелуи. Собранные волонтёрами по ходу шоу открытки с написанными пожеланиями и мечтами были помещены в корзину огромного воздушного шара с флагами стран-участников, который под «плачущие» огни на видеоэкранах был выпущен в небо изнутри огромного декоративного древа желаний в конце шоу, которое завершилось большим салютом с крыши стадиона.
Церемония не транслировалась в прямом эфире на медиафасаде стадиона, а транслировалась на экране в Культурном Парке Универсиады и телеканалом «Россия 1».
Церемония проходила с 22:00 до 0:40, зрителей от станции метро «Козья слобода» и некоторых удалённых точек города подвозили и развозили несколько десятков метановых белых специальных автобусов-шаттлов.
Билеты на церемонию закрытия стоили от 700 до 5000 руб. Ваучеры на билеты на церемонию начали продаваться в конце 2012 года, стали обмениваться на билеты с 10 июня 2013 года и были раскуплены к началу июля 2013 года.